# Ion Bitzan
Ion Bitzan (n. 23 august 1924, Limanu, Constanța, România – d. 15 septembrie 1997) a fost un artist plastic român.

## Studii
Ion Bitzan a urmat școala primară în Limanu, apoi Școala Normală de Învățători în Târgu Mureș. În 1940, în contextul celui de-al doilea război mondial, Bitzan este transferat la școala din Foșcani, apoi la școala din Târgu Jiu. A absolvit liceul în 1945 și s-a înscris la Școala de Arte Frumoase din București, la clasa lui Jean Alexandru Steriadi.

## Activitate profesională
În 1951 a devenit membru al Uniunii Artiștilor Plastici din România. În 1953 a participat pentru prima dată la o expoziție organizată de stat, iar în 1959 a realizat împreună cu Paul Gherasim șapte fresce pentru Casa de Creație UAP din București.
Din 1963 până în 1997, la moartea sa, a predat la Institutul de Arte Plastice „Nicolae Grigorescu” din București.
În 1980, el a expus la Salonul de la Paris, în 1981 în Artă Contemporană din Europa de Est, Osaka, Japonia, la Trienala internațională de desen, de la Varșovia, în Cartea Caper, Frank Marino Gallery, New York. Galeria PS1, New York, a arătat o expoziție de o singură persoană. În 1983 la Galeria Caminul din Bucuresti, a arătat o expoziție de o singură persoană. În 1985 la Consiliul de Arte din Irlanda de Nord a arătat Ion Bitzan Works 1975 - 1985, în Galeria de Belfast.
A reprezentat România la Bienala de la Veneția în 1964 și în 1997 și la Sao Paolo Bienale, 1967, 1969 și 1981.
Lucrările lui sunt incluse în colecții publice precum: Muzeul de Artă Modernă din New York, Muzeul Ariana din Geneva, Hamburger Kunsthalle, The Scottish National Gallery of Modern Art din Edinburgh, Muzeul Național din Poznán, Muzeul Stedelijk din Amsterdam, Muzeul de Artă din Lidice, iar În România la muzeele de artă din București, Iași, Galați, Craiova și Constanța.
De asemenea, lucrările sale se regăsesc și în colecții particulare din România, Germania, Țările de Jos, Franța, Italia, Statele Unite ale Americii, Irlanda de Nord, Anglia și Scoția.

## Expoziții
- 1964 Bienala de la Venetia
- 1966 Un spectacol de om (colaje și desene) - București, România
- 1967 Un spectacol de om - Poznan, Sopot, Polonia
- 1967 Bienala de la Sao Paolo
- 1968 Participarea în cadrul a șase artiști români spectacole - Galerie Lambert, Paris, Franța
- 1969 Un spectacol de om (colaje) - Bauzentrum, Hamburg, Germania de Vest
- 1969 colajele expuse la Richard Demarco Gallery, Edinburgh și Aberdeen, Scoția
- 1969 8 români artisti Panorama mesdag - Haga, Olanda
- 1969 8 Români gravori - Pratt grafic Center, New York, Statele Unite ale Americii
- 1969 Bienala de Liubijjana - LST Premiul de etanșare
- 1969 Bienala de la Sao Paolo
- 1970 a lucrat în Studio Muzeul Stedelijk lui, Amsterdam, Olanda
- 1971 a lucrat în Muzeul Stedelijk, Amsterdam, Olanda
- 1971 Expoziția Internațională de imprimare miniatură, Statele Unite ale Americii
- 1972 Un spectacol de om (obiecte, colaje și desene) - "Orizont", Galeria, București, România
- 1972 Un spectacol de om (obiecte si colaje) - "Espace" Galeria, Amsterdam, Olanda
- 1972 Un spectacol de om (obiecte si colaje) - Richard Demarco Gallery, Edinburgh
- 1973 a patra Expoziție Internațională de imprimare miniatură, Statele Unite ale Americii
- 1974 IV - International Original Bienala de desene - "Moderna Galerija Rijeka", Iugoslavia - Premiul de etanșare
- 1974 Bienala Internațională de imprimare, Friedrikstadt, Norvegia
- 1974 Un spectacol de om (desene) - "Galateea", Galeria, București, România
- 1977-1978 "ART" Stadische Kunsthalle, Düsseldorf, Germania de Vest
- 1978-1979 "ROMÂNIA", Centrul Cultural du Marais, Paris, Franța
- 1980 Salonul de Mai, Paris, Franța
- 1981 de Artă Contemporană din Europa de Est și Japonia, Osaka, Japonia
- 1981 Bienala de la Sao Paolo
- 1981 Trienala Internațională de desene, Wroclaw, Polonia
- 1981 Un spectacol de om (obiecte, desene și colaje) PS L, New York, S.U.A..
- 1981 Participarea la Caper hârtie, Frank Marino Galerie foto - New York
- 1983 Un spectacol de om (cărți, obiecte), "Caminul Artei", Galeria, București
- 1985 Un spectacol de om (cărți, obiecte), art Consiliului Belfast, Irlanda
- 1986 Un spectacol de om (cărți, obiecte) Kilkeny Castle, Irlanda
- 1990 Un spectacol de om (cărți, obiecte, picturi), "Rafinați Galeria de apă" Warrenpoint, Irlanda
- 1991 Expozitie de grup "Cartea" - Bucuresti
- 1991 Arta Grafica - Oradea România
- 1992 "Sexul lui Mozart" Expozitie de grup "Arta - Expo", București
- 1992 expozitia de grup "romani ART" Barcelona
- 1992 Expozitie de grup ", des Artistes pour la Roumanie", "Muzeul National de Arta", București, România
- 1993 Expozitie de grup "carte" De Zonnehof Centrum beeldende Kunst ANERSFORT
- 19932-93 Un spectacol de om (cărți, obiecte) "ART - EXPO", București, Bacău, Bistrița
- 1993 Expozitie de grup "Emerik Muzeul" BUDAPEST
- 1993 Expozitie de grup "Caroline Corre GALERIE" PARIS
- 1993 Un spectacol de om (elaborat-obiect ("Instalare"), desene, obiecte), Muzeul Tarii Crisurilor Oradea, 1994 Un spectacol de Centrul Român de Cultură om
- 1997 Bienala de la Venetia

## Premii
În 1965 i-a fost acordat Premiul pentru pictură al Uniunii Artiștilor Plastici din România. În 1968 a primit Ordinul Meritul Cultural, clasa a II-a. iar în 1972 Premiul Criticii al UAP. Au urmat alte premii, precum: Medalia „30 de ani de la eliberarea României de sub dominația fascistă” în 1974, titlul de Laureat la Festivalul Național Cîntarea României în 1983 pentru pictura „Vizita de lucru”, Premiul Academiei de Artă din București în 1994, Premiul Special al UAP în 1995.

### Distincții
- Ordinul „Meritul Cultural” clasa a III-a (1968) „pentru activitate deosebită în domeniul artelor plastice”[5]